# Мировая душа
Мирова́я душа́ (греч. ψυχὴ τοῦ κόσμου, лат. anima mundi, нем. Weltseele) — в философии единая внутренняя природа мира, мыслимая как Высшее живое существо (Бог), обладающее стремлениями, представлениями и чувствами. Многие философские учения, выводившие единство мира из вечной области бытия идеального или умопостигаемого, признавали, однако, и живущую во всех явлениях Мировую душу как подчинённое начало, воспринимающее и осуществляющее в чувственной области и во временном процессе высшее идеальное единство, вечно пребывающее в абсолютном начале. Такой взгляд на Мировую душу был изложен в «Тимее» Платона и затем стал одним из основных пунктов в философии Платона и неоплатоников.

## Мировая душа у Платона
В «Тимее» (Тимей, 34b-36d) Платон придаёт душе смысл всеобщего космологического принципа. Создание мировой души демиургом он описывает так.
Неделимую и вечно тождественную сущность демиург смешал с разделённой сущностью, тем самым создав третий (средний) род сущности, причастный и природе тождественного и природе иного. Эти три вида сущности он силой «гармонизовал», а полученное целое разделил на нужное количество частей, при этом каждая часть отныне сочетала в себе тождественное, иное и сущность. Сам процесс деления описывается как состоящий из трёх ступеней (подходов):
1. сначала демиург разделил целое с помощью геометрической пропорции первых чисел 2 (2:4:8) и 3 (3:9:27); полученный «первичный» ряд чисел можно изобразить как 1:2:3:4:8:9:27;
2. затем каждый из двойных и тройных интервалов он заполнил гармоническими и арифметическими средними (в наименьших целых числах 6:8:9:12 и т. д.); отсюда возникли новые полуторные (6:9, 8:12; полуторное отношение соответствует консонансу квинты), сверхтретные (6:8, 9:12; соответствуют квартам) и сверхосминные (9:8; соответствуют целым тонам) интервалы;
3. наконец, все сверхтретные интервалы он заполнил сверхосминными, после чего в каждом сверхтретном интервале образовался остаточный интервал 256:243 (полутон, у позднейших теоретиков известный как лимма).

Совершив эти математические операции, демиург исчерпал свою смесь до конца.
В научной литературе — как древней, так и современной,— неоднократно предпринимались попытки «музыкально-математических» реконструкций мировой души Платона. Получаемый в таких реконструкциях звукоряд называют «космической гаммой» Платона. Древнейший расчёт интервалов принадлежит анонимному автору эллинистической эпохи, которого Никомах (опираясь на самого Платона) называет Тимеем Локрийским; одну из последних реконструкций предложил Штефан Хагель. Космическая гамма Платона выглядит так:

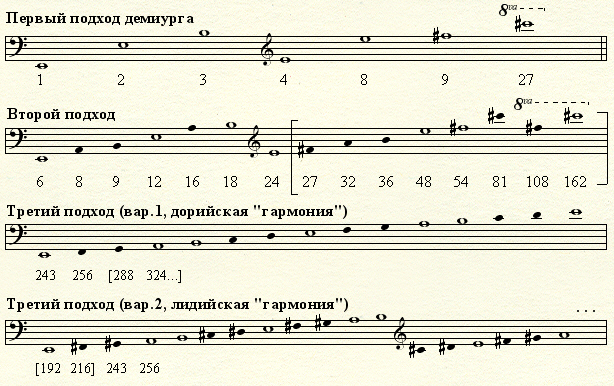
Примечание. Поскольку Платон не уточняет, в какой части тетрахорда он расположил лимму, учёные трактовали поступенное заполнение тетрахордов по-разному; на схеме показаны 2 наиболее распространённых варианта — с полутоном внизу и полутоном вверху, которые дают соответственно дорийскую или лидийскую гармонию (под гармонией понимался вид октавы)

Созданная демиургом мировая душа обеспечивает приобщённость здешнего мира необходимости к высшему уму. Благодаря этому наделённый индивидуальной душой человек сочетает в себе ум и необходимость.

## История понятия
Так как здесь Мировая душа обозначается как третья начальная ипостась всего существующего (греч. ή τρίτη αρχική υπόστασις), то некоторые церковные писатели (особенно Ориген и его последователи) отождествляли её с третьим Лицом Св. Троицы. Исчезнувшая в период схоластики идея Мировой души выступает на первый план у платоников эпохи Возрождения и начала Нового времени (см. Платоники), а в новейшее время — в философских стихотворениях Гёте и в некоторых сочинениях Шеллинга. С другой стороны, метафизика слепой воли у Шопенгауэра и бессознательного мирового творчества у Гартмана удаляется от платонизма в сторону того ещё более древнего взгляда на Мировую душу, который вдохновлял философские и мистические умы Индии (см. Параматма, Веданта, Индийская философия, Упанишады).
По этому взгляду, безотчётно действующая и творящая Мировая душа есть самостоятельная и единственная сущность Вселенной, не предполагающая выше себя другого абсолютного и идеального начала. К подобному взгляду независимо от чисто-метафизических умозрений приходит логически всякий натуралистический монизм. Признавая реальное единство всего существующего, необходимо признать причину этого единства как действительную сущность.
И если частичные элементы вселенной (атомы) должны быть сведены к динамическому определению (центры действующих сил), которое, в свою очередь, исчерпывается психическими признаками стремления и представления, то необходимо допустить, что и существенное единство этих сил также имеет психическую природу, или есть Мировая душа, как к этому должен был прийти, между прочим, известный натуралист и дарвинист Геккель. Но идея Мировой души как безусловно самостоятельной и единственной сущности всего встречает непреодолимую трудность в факте целесообразного и планомерного мирового процесса, постепенно осуществляющего во времени нечто такое, что не дано реально в начале. При допущении Мировой души как единственного первоначала такой процесс являлся бы постоянным произведением чего-то безусловно нового или непрерывным творением из ничего, то есть чистым чудом (см. Мировой процесс).

### Мировая душа в философии Гегеля
Мировая душа или абсолютный дух — в философии Гегеля то, что лежит в основе всего (действительно!) существующего. Только он вследствие своей бесконечности может достичь подлинного познания себя. Для самопознания ему необходимо проявление. Самораскрытие Абсолютного Духа в пространстве (вовне) — это природа; самораскрытие во времени (изнутри, как смена состояний) — история.

#### Раскрытие абсолютного духа в истории
Историю движут противоречия между национальными духами, которые суть — мысли и проекции Абсолютного Духа. Когда у Абсолютного Духа исчезнут сомнения, он придёт к Абсолютной Идее Себя, а история закончится и настанет Царство Свободы.
Войны между народами выражают напряжённое столкновение мыслей Абсолютного Духа. В них Гегель усматривал диалектический момент — антитезис.

#### Ступени раскрытия
Ступени раскрытия Абсолютного духа, то есть ступени познания мира как его самопознания:
- субъективный дух (антропология, феноменология, психология),
- объективный дух (абстрактное право, мораль, нравственность),
- абсолютный дух (искусство, религия, философия).

## В метафизике и алхимии
Теистическая метафизика (например, санкхья), а также алхимия, дают сведения о таких духовных элементах как душа и Высшая Душа (Мировая Душа). Дальнейшее познание мировой души приводит к выделению трёх мировых душ: Высшей Души в сердце каждого живого существа (Кширодакашайи Вишну), Высшей души каждой материальной вселенной (брахманды, — Гарбходакашайи Вишну), и Высшей души всех материальных вселенных (Маха-Вишну или Каранодакашайи Вишну). С другой стороны, алхимия ближе к познанию безличного Абсолюта, Бога как духа или просто как Мирового Разума, что значит принятие только части вечных качеств Бога или Брахмана (Вишну).